# 備前警察署
備前警察署（びぜんけいさつしょ）は、岡山県警察が管轄する警察署の一つである。

## 所在地
- 岡山県備前市伊部276番地1

## 管轄区域
- 備前市
- 和気郡和気町

## 沿革
- 1876年7月 片上警察署、三石分署を設置。
- 1878年2月 岡山警察署片上分署、岡山警察署三石分署に改称。
- 1886年10月 岡山警察署片上分署、岡山警察署三石分署を統合し片上警察署を設置。
- 1900年3月 和気町に移転し、和気警察署に改称。
- 1942年9月21日 片上町（現・備前市）に移転。
- 1947年3月7日 和気地区警察署に改称。
- 1954年7月1日 備前警察署に改称。

## 交番
（ ）の中は所在地。
- 伊部交番（備前市伊部）
  - 備前市のうち伊部、大内、香登西、香登本、坂根、新庄、畠田、福田
- 片上交番（備前市西片上）
  - 備前市のうち浦伊部、西片上、東片上
- 伊里交番（備前市穂浪）
  - 備前市のうち麻宇那、伊里中、木谷、蕃山、閑谷、友延、穂浪
- 日生交番（備前市日生町寒河）
  - 備前市のうち日生町大多府、日生町寒河、日生町日生
- 和気駅前交番（和気郡和気町福富）
  - 和気郡和気町のうち大田原、大中山、衣笠、清水、尺所、田原上、田原下、原、日室、福富、本、益原、和気

## 駐在所
（ ）の中は所在地。
- 鶴海駐在所（備前市鶴海）
  - 備前市のうち久々井、佐山、鶴海
- 三石駐在所（備前市三石）
  - 備前市のうち日生町寺山、三石（一部）
- 野谷駐在所（備前市野谷）
  - 備前市のうち野谷、三石（一部）、八木山
- 吉永駐在所（備前市吉永町吉永中）
  - 備前市のうち吉永町岩崎、吉永町金谷、吉永町福満、吉永町三股、吉永町南方、吉永町吉永中
- 神根駐在所（備前市吉永町神根本）
  - 備前市のうち吉永町今崎、吉永町加賀美、吉永町神根本、吉永町笹目、吉永町高田、吉永町多麻、吉永町都留岐、吉永町和意谷
- 藤野駐在所（和気郡和気町藤野）
  - 和気郡和気町のうち泉、木倉、日笠上、日笠下、藤野、保曽、吉田
- 佐伯駐在所（和気郡和気町矢田）
  - 和気郡和気町のうち岩戸、宇生、奥塩田、加三方、北山方、小坂、佐伯、塩田、田賀、田土、父井原、津瀬、苦木、丸山、南山方、矢田、矢田部、米沢